# Claire Mairie
Claire Mairie est une pongiste handisport française née le 3 novembre 1977 à Hirson.
Aux Jeux paralympiques d'été de 2004 à Pékin ainsi qu'aux Jeux olympiques d'été de 2008, elle est médaillée de bronze par équipe.